# スマトラ島沖地震 (2012年1月)
スマトラ島沖地震（スマトラとうおきじしん）は、2012年1月11日、インドネシア西部時間0時36分59秒（UTC 10日18時36分59秒）にインドネシア西部、スマトラ島北西沖のインド洋で発生したモーメントマグニチュード (Mw) 7.2の地震である。震源はバンダ・アチェの南西423 km(262 miles)、震源の深さは20.5 km (12.7 miles)。同年4月11日にもM8.6の地震が発生した。

## 被害
インドネシア政府により津波警報が発令されたが、その後解除された。大きな被害は報告されていない。